# Коронавірусна хвороба 2019 на Барбадосі
Епідемія коронавірусної хвороби 2019 на Барбадосі — це поширення пандемії коронавірусної хвороби 2019 на територію Барбадосу. Перші 2 випадки хвороби в країні зареєстровано 17 березня 2020 року. Перший пік захворюваності на острові зареєстровано 12 квітня, коли на Барбадосі налічувалось 56 активних випадків хвороби. Уряд Барбадосу оголосив надзвичайну ситуацію в галузі охорони здоров'я (мала закінчитися 30 червня), і тривалий час в країні діяв нічний комендантський час з 20:00 до 5:00 ранку (повинен закінчитися після 17 травня 2020 року), більшість підприємств закриті, більшість підприємств, яким дозволено відкриватися, працюють за графіком у алфавітному порядку.

## Хронологія

### Березень 2020 року
17 березня 2020 року міністр охорони здоров'я та добробуту Барбадосу підполковник Джеффрі Бостік підтвердив перші два випадки коронавірусної хвороби на Барбадосі. Хворі будуть знаходитись на самоізоляції аж до одужання.
19 березня 2020 року підтверджено ще три випадки хвороби, внаслідок чого загальна кількість випадків на острові зросла до 5, включаючи чоловіка першого випадку хвороби, а також пасажира круїзного судна та особу з Нью-Йорка.
До 24 березня 2020 року на острові було зареєстровано 18 випадків хвороби.
26 березня 2020 року прем'єр-міністр Міа Мотлі повідомила, що у країні зареєстровано 24 випадки коронавірусної хвороби, і Барбадос вступає на третій етап національного плану підготовки до COVID-19. На острові оголошено надзвичайну ситуацію в галузі охорони здоров'я, з 28 березня по 14 квітня діятиме комендантська година, жителям острова заборонено залишати свої будинки з 20:00 до 6:00 ранку, з обмеженим пересуванням протягом дня. Приватні підприємства будуть закриті з 28 березня 2020 року до 20:00 до 15 квітня 2020 року, за винятком тих, які виключені урядом, зокрема з продажу продовольчих товарів, аптеки, автозаправні станції та ферми, з певним дозволеним робочим часом для кожного підприємства. Ресторани також матимуть можливість працювати, але лише у формі доставки їжі або на винос. За порушення цих розпоряджень без поважних причин особи підлягали штрафу в розмірі 50 тисяч доларів США, або ув'язненню терміном один рік.
27 березня міністр охорони здоров'я повідомив, що загальна кількість випадків хвороби зросла до 26. На цей день на Барбадос проведено загалом 234 тестування.
29 березня 2020 року виконуючий обов'язки головного медичного директора Антон Бест повідомив про 7 нових випадків хвороби, загальна кількість випадків зросла до 33. З усіх випадків 19 завезено з-за кордону, 11 виявлено за допомогою відстеження контактів, а спосіб інфікування 2 випадків ще встановлювався. 16 випадків зареєстровано в чоловіків та 17 у жінок. До цієї дати на Барбадосі проведено загалом 287 тестів, і не було жодних доказів внутрішньої передачі вірусу.
30 березня 2020 року міністр охорони здоров'я Джеффрі Бостік повідомив про один новий випадок хвороби, загальна кількість випадків хвороби зросла до 34.

### Квітень 2020 року
1 квітня 2020 року виконуюча обов'язки прем'єр-міністра Сантія Бредшоу заявила, що напередодні, 31 березня 2020 року, було 11 позитивних тестів на коронавірус, внаслідок чого загальна кількість випадків хвороби зросла до 45, а загальна кількість проведених тестувань до 382.
2 квітня 2020 року виконуюча обов'язки прем'єр-міністра Сантія Бредшоу заявила, що, оскільки ще спостерігаються великі зібрання людей, незважаючи на попередні карантинні обмеження, з 3 квітня 2020 року о 18:00 на Барбадосі встановлено цілодобову комендантську годину. З цієї дати всі супермаркети, міні-магазини, ресторани, урядові установи закриваються, продаж алкоголю буде заборонено, а людям буде дозволено залишати свої будинки лише для того, щоб піти в аптеку, для надання медичної допомоги, для виходу на роботу в установи, робота яких є життєво необхідною, або якщо особа займається приватним підприємництвом у сфері, діяльність якої дозволена під час карантину. Частині закладів з продажу продуктів харчування, зокрема як пекарні, склади хліба та сільським магазинам, дозволено працювати у визначений час, проте одночасно в них можуть збиратися не більше трьох осіб.
3 квітня 2020 року початок комендантської години було відкладено до 20:00, щоб дати працюючим час повернутися додому після закінчення робочого дня.
До 4 квітня 2020 року на острові було зареєстровано 52 випадки хвороби, вік хворих становив від 17 до 83 років. Серед хворих були 27 чоловіків та 25 жінок. До цього дня дати всі випадки хвороби все ще були активними, смертей та одужань не було.
5 квітня представник уряду Барбадосу повідомив про першу смерть на острові, пов'язану з COVID-19, померлим був 81-річний чоловік з низкою хронічних хвороб, який повернувся на Барбадос з Великобританії 22 березня, а також про перші шість одужань від коронавірусної хвороби: 4 чоловіків та 2 жінок, яких того дня виписали із карантину в медичних закладах. Також повідомлено про 4 нових випадки хвороби, після чого загальна кількість випадків зросла до 56 (28 чоловіків та 28 жінок) після проведення 527 тестувань, більшість випадків хвороби були легкими або середнього ступеня важкості. Досі не було доказів внутрішньої передачі вірусу в країні. До цього часу на острові було лише 3 апарати штучної вентиляції легень з 37, які знаходились у державних лікарнях, а 11 належали приватним власникам та арендувались державними закладами. Замовлено доставку ще 150 апаратів штучної вентиляції легень. Доставка 20 апаратів штучної вентиляції легенів, сплачених благодійником, затримана урядом США. Очікувалось, що 5 апаратів штучної вентиляції легень, закуплених Ріанною, доставлять на Барбадос наступного тижня.
5 квітня на Барбадос також прибула група зі 100 медиків з Куби, яку після прибуття протестували на коронавірус. Вони запропонували підтримку місцевим медичним бригадам, які брали безпосередню участь у боротьбі з епідемією, і після проходження тестування розпочали роботу в лікарні Гаррісон Пойнт.
7 квітня 2020 повідомлено, що 8, 9 та 11 квітня супермаркети будуть працювати з 9:00 до 16:00 для прийому замовлень в Інтернеті або по телефону для доставки замовлення додому, а відвідувачам не дозволять заходити до магазинів.
8 квітня лікарню Гаррісон Пойнт передали в підпорядкування лікарні королеви Єлизавети, та завезли туди нові меблі та обладнання. Будівельні роботи, які закінчились за день до того, тривали трохи менше 5 тижнів.
11 квітня 2020 року прем'єр-міністр Міа Мотлі повідомила, що цілодобовий комендантський час буде продовжено замість 14 квітня до півночі уночі на 3 травня. Школи не будуть відкриватися 14 квітня, тому будуть вивчено можливість запровадження електронного та дистанційного навчання, вступні та перевідні іспити будуть відкладені. Прем'єр-міністр нагадала населенню, що в країні не бракує продовольчих запасів, та оголосив новий графік виходу на вулицю за прізвищем, який почнуть використовувати постачальники продуктів харчування та банки.
18 квітня 2020 року, через 23 дні після оголошення надзвичайної ситуації в галузі охорони здоров'я та через 15 днів після запровадження комендантської години, на Барбадосі протягом трьох днів поспіль не реєструвалось нових випадків хвороби. До цього дня проведено 1000 тестувань, виявлено 75 випадків хвороби (38 жінок, 37 чоловіків) віком від 7 до 95 років. Зареєстровано 17 одужань і 5 смертей (1 жінка, 4 чоловіки), на той день на Барбадосі було 53 активні випадки хвороби.
19 квітня 2020 року лікарня Гаррісон Пойнт прийняла перших хворих коронавірусною хворобою, і протягом наступних днів туди перевозили хворих із лікарні Енмор та лікарні Блекмен і Голлап.
20 квітня 2020 року виконуюча обов'язки прем'єр-міністра Сантія Бредшоу повідомила, що, хоча комендантська година буде діяти, буде запроваджено низку заходів для пом'якшення її обмежень, зокрема: довший час роботи супермаркетів та мінімаркетів; дозволено відкривати комп'ютерні магазини для доставки товарів; на АЗС більше не поширюється алфавітний графік обслуговування. Крім того, особи, яким випадав дозвіл робити покупки у святкові дні, буде дозволено робити покупки в інший призначений час (День національних героїв та 1 травня припадали на час дії комендантської години). Міністр охорони здоров'я та добробуту Джеффрі Бостік повідомив, що обсяг тестування буде розширений, і що на той момент використовувався лише один апарат штучної вентиляції легень.
24 квітня 2020 року парламент Барбадосу продовжив надзвичайний стан до 30 червня. Дата закінчення дії комендантської години, 3 травня, не була змінена.
30 квітня 2020 року прем'єр-міністр повідомила, що з 4 травня цілодобовий комендантський час буде змінено на нічний комендантський час, який діятиме з 20:00 до 5:00 ранку. Частині приватних підприємств з низьким ризиком буде дозволено відкрити роботу, продаж алкоголю більше не буде заборонено, а пляжі будуть працювати з 6:00 до 9:00.

### Січень 2022 року
29 січня головний медичний працівник країни доктор Кеннет Джордж повідомив, що на Барбадосі триває четвертий-п'ятий тиждень спалаху випадків варіанту Омікрон, і того дня було 630 нових випадків хвороби, понад 150 осіб перебували в ізоляції, а 12 осіб було звільнено. від ізоляції. Він також заявив: «Період карантину для осіб набуває чинності негайно, а не за 5 днів. Карантин триває 3 дні, а на четвертий день ви повторно тестуєтеся. Це було запроваджено на основі епідеміології та даних про передачу варіанту Омікрон».

## Заходи боротьби з поширенням хвороби
За короткий час після виявлення першого підтвердженого випадку хвороби розпочалась публікація новин щоденного перебігу епідемії в країні низкою членів уряду та представниками медичної спільноти, зокрема прем'єр-міністром Мією Мотлі, виконуючою обов'язки прем'єр-міністра та міністром освіти Сантією Бредшоу, міністром охорони здоров'я та добробуту Джеффрі Бостіком, головним медичним директором Антоном Бестом, завідуючим відділенням інфекційних хвороб лікарні королеви Єлизавети Корі Форде; керівником штабу з боротьби з COVID-19 Річардом Картером.
Уряд заохочував соціальне дистанціювання, пропонуючи людям застосовувати фізичне дистанціювання на 6 футів, обмежуючи кількість учасників громадських заходів (спочатку до 100, потім до 25, і зрештою до 3), настійно рекомендуючи носіння тканинних масок у громадських місцях.

### Етапи карантинних заходів
На острові запроваджено гарячу лінію з питань COVID-19 (536-4500) та визначено чотири етапи карантинних заходів:
- Нульовий етап: випадків немає. На цьому етапі проводилась підготовка в очікуванні появи випадків хвороби.[32]
- І етап: підтверджений випадок. І етап запроваджений 17 березня, коли було повідомлено про перші два підтверджені випадки.[30]
- II етап: обмежена передача від людини до людини. II етап запроваджений 21 березня, коли повідомлено про 14 випадків хвороби.[33]
- III етап: масова передача від людини до людини. III етап запроваджений 26 березня, коли було повідомлено про 24 випадки хвороби.[9]

### Карантинні заклади
Уряд створив чотири заклади для карантину та/або ізоляції:
- База Сил оборони Барбадосу, Крайст-Черч.
- Енмор, Рок Коллімор, Сент-Майкл.
- Початкова школа Блекмена та Голлопа, Степл-Гай, Крайст-Черч.
- Лікарня Гаррісон-Пойнт, Сент-Люсі — заклад мав потужність понад 200 ліжок[19], і прийняв перших пацієнтів 19 квітня..[26]

Для покращення роботи системи охорони здоров'я залучена команда зі 100 спеціалістів з інтенсивної терапії з Куби, частина з яких працювали в лікарні Гаррісон-Пойнт.
Для отримання додаткової інформації про карантинні заклади створено платформу в інтернеті Quarantine Solved (www.quarantine-solved.info/Barbados).

### Тестування
У лютому лабораторія громадського здоров'я Бест-дос-Сантос стала однією з перших лабораторій у Карибському басейні, яка підготувалась до проведення тестування на COVID-19, пройшовши 10 і 11 лютого тренінг з протоколу ПЛР-тестування, а також отримала тестові набори та реагенти у співпраці з Панамериканською організацією охорони здоров'я та міністерством охорони здоров'я. Перше тестування на Барбадосі було проведено 11 лютого.
На додаток до 50 тисяч тестових наборів, які замовлені через Панамериканську організацію охорони здоров'я, 11 квітня уряд повідомив про придбання 20 тисяч наборів з Кайманових островів. Станом на цей день на Барбадосі проведено 747 тестів, включаючи повторні тести одужуючих хворих на COVID-19.
20 квітня міністр охорони здоров'я Джеффрі Бостік повідомив, що кількість тестувань буде збільшуватися, оскільки уряд має 27 тисяч наборів для тестування та 2800 тестувальних платформ. До цього дня за 68 днів було проведено 1063 тестування (з них 75 позитивних). Протягом наступних 6 днів було проведено ще 600 тестувань, і загальна кількість тестувань зросла до 1663 (79 позитивних).
Для отримання додаткової інформації про тестування в аеропорту та карантинні заклади створено платформу в інтернеті Quarantine Solved (www.quarantine-solved.info/Barbados).

### Надзвичайна ситуація у галузі охорони здоров'я та комендантська година
26 березня 2020 року прем'єр-міністр Міа Мотлі заявила, що у країні виявлно 24 випадки коронавірусної хвороби, і країна вступила на третій етап національного плану боротьби до COVID-19. Після цього в країні оголошено надзвичайну ситуацію в галузі охорони здоров'я, та запроваджена комендантська година з 20:00 28 березня.
Спочатку комендантська година запроваджена лише з 20:00 до 6:00 ранку з обмеженням руху протягом дня, і вона повинна була закінчитися 14 квітня. Однак у зв'язку з тим, що продовжувались зібрання великими групами, 3 квітня о 20:00 її замінили на цілодобову комендантську годину, з цього часу всі заклади за дуже невеликими винятками були закриті, включаючи супермаркети та урядові установи, а також заборонений продаж алкоголю. Жителям острова дозволено виходити з дому лише за медичними показаннями, або якщо вони є працівниками чи обслуговують роботу закладів, діяльність яких є життєво необхідною. 11 квітня 2020 року комендантську годину було продовжено до опівночі на 3 травня.
24 квітня 2020 року парламент Барбадосу продовжив надзвичайний стан від початкової дати закінчення 27 квітня (через 30 днів після його початку) до 30 червня, виходячи із очікувань, що 27 квітня країна все ще матиме справу з наслідками епідемії. Це також дозволило продовжити дію комендантської години далі 3 травня, поточної дати її закінчення. Сама тривалість комендантської години не змінювалась.

## Вплив епідемії
На Барбадосі з початком поширення коронавірусної хвороби були встановлені обмеження на відвідування медичних закладів та будинків для людей похилого віку, а відвідування карантинних центрів, ізоляторів та в'язниць було заборонено.
У 2020 році були скасовані щорічне свято врожаю та національний фестиваль незалежних творчих мистецтв.

### Смертність
Станом на 30 квітня на Барбадосі було зафіксовано 7 смертей, пов'язаних з коронавірусною хворобою, перша смерть зареєстрована 5 квітня. Серед померлих були 2 жінки віком 57 та 78 років та 5 чоловіків віком від 52 до 95 років. Більшість з них, як повідомлялося, мали супутні хвороби, найчастіше цукровий діабет, або інші неназвані хронічні хвороби. Принаймні один померлий не був барбадосцем, а був громадянином іншої країни КАРІКОМ.

### Економіка
Усі заклади, діяльність яких не є життєво важливою, включаючи ресторани, були закриті. Після запровадження цілодобової комендантської години 3 квітня більшість закладів було закрито, включаючи супермаркети. З часом обмеження для деяких закладів послабили, зокрема супермаркети з 8 квітня змогли розпочати доставку товарів додому та торгівлю з автомобілів, хоча покупцям все ще не дозволяли входити в супермаркет. Деякі супермаркети запропонували попередньо упаковані пакети з предметами за їх вибором в за ціною 25, 50, 100 або 150 барбадоських доларів. Сільські магазини та міні-магазини також могли приймати замовлення та пропонувати заздалегідь упаковані пакети. 15 квітня, нагадуючи населенню, що в країні не бракує продовольчих запасів, прем'єр-міністр повідомив, що, хоча призупинення торгівлі безпосередньо в магазинах та доставка товарів додому будуть продовжуватися й надалі, продавці фруктів та овочів зможуть відновити роботу; а супермаркети, рибні ринки, магазини техніки, та банки також застосовуватимуть новий підхід, коли закладам буде дозволено проводити обслуговування відвідувачів у певні дні та години тижня на основі першої літери прізвища. Розклад також передбачає особливий час роботи для медичних працівників та працівників інших закладів, діяльність яких є життєво необхідною, людей похилого віку та інвалідів. 20 квітня 2020 року супермаркети та міні-магазини отримали змогу працювати довше, комп'ютерним магазинам дозволено працювати на винос та в режимі доставки товарів, а автомобільні заправки більше не підпадали під алфавітний графік покупок.
Заклади, діяльність яких є життєво необхідною, могли подати заявку на продовження роботи до генерального прокурора, після чого мали можливість працювати далі. Служба зайнятості країни прийняла на роботу додаткових працівників для роботи із збільшеною кількістю заявників, які подають документи на допомогу по безробіттю.
У зв'язку з поданням понад 14 тисяч заявок на допомогу по безробіттю служба зайнятості створила окремий підрозділ з додатковими працівниками для контролю за виплатами по безробіттю з метою проведення перших перевірок протягом 10 днів. Перевірки будуть тривати чотири тижні замість одного тижня, як зазвичай.

### Освіта
Усі навчальні заклади на острові були закриті, і хоча спочатку очікувалось, що вони знову відкриються 14 квітня, проте продовження комендантської години до 3 травня перешкодило цьому. Деякі навчальні заклади як альтернативу могли запровадити електронне та дистанційне навчання. Національні та регіональні іспити, зокрема вступні іспити та екзамени під егідою Карибської екзаменаційної ради, були відкладені.

### Транспорт
Кордони країни не закриті для комерційних авіарейсів, хоча кількість пасажирських рейсів обмежена, а пасажири, які прибувають до країни, повинні пройти 14-денний карантин.